# Ohara Noriko
Ohara Noriko (小原 乃梨子 (Tiểu Nguyên Nãi Lê Tử) Ohara Noriko, 2 tháng 10 năm 1935 – 12 tháng 7 năm 2024), tên khai sinh là Tobe Noriko (戸部 法子 (Hộ Bộ Pháp Tử) Tobe Noriko), là một seiyū (diễn viên lồng tiếng) kì cựu. Bà từng đại diện cho Production Baobab. Con trai của bà là Tobe Atsuo (戸部 敦夫 Tobe Atsuo), họa sĩ phim hoạt hình của Sunrise.
Bà được biết đến nhiều nhất với vai Nobi Nobita (Doraemon), Doronjo (Yatterman), Conan (Future Boy Conan - không phải Thám tử lừng danh Conan), Peter (Alps no Shoujo Heidi), and Oyuki (Urusei Yatsura), Claudia LaSalle (Super Dimension Fortress Macross). Trong lần tổ chức giải thưởng Seiyū Awards đầu tiên vào năm 2007, bà đã đạt giải "thành tích xuất sắc nhất".

## Vai lồng tiếng nổi bật
- Alps no Shoujo Heidi (Peter)
- Urusei Yatsura (Oyuki)
- Space Pirate Captain Harlock (Miime)
- Space Battleship Yamato II  (Sabera)
- Soreike! Anpanman (Kurobarajoou)
- Time Bokan series (Maajo, Doronjo, Muujo, Ataasha, Mirenjo, Munmun, Yanyan, Ruuju)
- The Super Dimension Fortress Macross (Claudia LaSalle)
- Doraemon (loạt phim 1973) (Nobi Tamako)
- Doraemon (loạt phim 1979) (Nobi Nobita)
- Future Boy Conan (Conan)
- Wansa-kun (Wansa)
- Crusher Joe (Ricky)
- Genesis Climber Mospeada (Refless)
- Tatsunoko vs. Capcom: Cross Generation of Heroes (Doronjo)
- Wacky Races (lồng tiếng Nhật; Penelope Pitstop)